# Amt Grünheide (Mark)
Das Amt Grünheide (Mark) mit Sitz in der Gemeinde Grünheide (Mark) war ein von 1992 bis 2003 existierendes Amt zunächst im Kreis Fürstenwalde, ab 1993 im Landkreis Oder-Spree (Brandenburg), in dem zunächst fünf Gemeinden zu einem Verwaltungsverbund zusammengeschlossen waren. Eine weitere Gemeinde wurde dem Amt durch Ministerbeschluss zugeordnet. Im Zuge der Gemeindereform wurden die amtsangehörigen Gemeinden in die Gemeinde Grünheide (Mark) eingegliedert und das Amt 2003 aufgelöst.

## Geographie
Das Amt Grünheide, ab 1994 Amt Grünheide (Mark) grenzte im Norden an das Amt Rüdersdorf und das Amt Märkische Schweiz, im Nordosten an die Stadt Müncheberg, im Osten an das Amt Steinhöfel/Heinersdorf, im Süden an das Amt Spreenhagen und die Stadt Fürstenwalde/Spree, im Westen an die Stadt Erkner und die amtsfreie Gemeinde Woltersdorf.

## Amt Grünheide (Mark)
Im Zuge der Ämterbildung 1992 im Land Brandenburg schlossen sich fünf Gemeinden im damaligen Kreis Fürstenwalde zum Amt Grünheide zusammen. Der Minister des Innern des Landes Brandenburg erteilte am 9. Juli 1992 seine Zustimmung zur Bildung des Amtes Grünheide. Als Zeitpunkt des Zustandekommens des Amtes wurde der 21. Juli 1992 festgelegt. Das Amt hatte seinen Sitz in der Gemeinde Grünheide (Mark) und bestand zunächst aus folgenden Gemeinden:
1. Grünheide
2. Kagel
3. Hangelsberg
4. Mönchwinkel
5. Spreeau

Am 28. August 1992 wurde die Gemeinde Kienbaum durch Beschluss des Ministers des Innern dem Amt Grünheide zugeordnet. Der Name des Amtes wurde zum 1. Juli 1994 in Amt Grünheide (Mark) umbenannt. Zum 31. Dezember 2001
schlossen sich die Gemeinden Grünheide (Mark), Kagel und Kienbaum zur neuen Gemeinde Grünheide (Mark) zusammen.
Am 26. Oktober 2003 wurden die Gemeinden Hangelsberg, Mönchwinkel und Spreeau per Gesetz in die Gemeinde Grünheide (Mark) eingegliedert. Das Amt Grünheide (Mark) wurde aufgelöst, die Gemeinde Grünheide (Mark) wurde amtsfrei.
| Jahr      | 1992 | 1993 | 1994 | 1995 | 1996 | 1997 | 1998 | 1999 | 2000 | 2001 | 2002 |
| Einwohner | 5615 | 5599 | 5724 | 6186 | 6398 | 6606 | 6816 | 7000 | 7272 | 7381 | 7489 |

## Amtsdirektor
Erster und einziger Amtsdirektor des Amtes Grünheide (Mark) war Heinz Friedrich.

## Weblink
- Amt Grünheide (Memento vom 2. April 2003 im Internet Archive)